# 白斑綠蝦蛄
白斑綠蝦蛄（学名：Clorida albolitura）为蝦蛄科綠蝦蛄屬下的一个种。